# Campylopus pittieri
Campylopus pittieri là một loài Rêu trong họ Dicranaceae. Loài này được R.S. Williams mô tả khoa học đầu tiên năm 1907.